# 克里斯·培根
克里斯·培根（英語：Chris Bacon，1969年10月8日—），澳大利亚男子拳击、柔道运动员。他曾代表澳大利亚参加1990年英联邦运动会，获得一枚铜牌。他也曾参加1992年夏季奥运会。